# Les Aventuriers de la 4e dimension
Pour plus de détails, voir Fiche technique et Distribution.
Les Aventuriers de la 4e dimension (My Science Project) est un film américain réalisé par Jonathan R. Betuel en 1985.
Le film suit Michael, un cancre de première classe, qui se fait sans cesse réprimander par son professeur de science Robert « Bob » Roberts. Lorsqu'il doit lui fournir un projet scientifique qui ferait remonter sa note, Michael décide d'aller, avec sa nouvelle fréquentation nommée « Ellie », dans une vieille réserve désaffectée de l'armée américaine. Il y découvre une machine étrange qui absorbe l'énergie électrique de n'importe quel objet fonctionnant à l'électricité (ampoules, prises de courant, batterie de voiture, etc.).

## Synopsis
En 1957, deux voitures de couleur noire escortées par deux motards roulent de nuit sur une route déserte. Lorsqu'ils arrivent devant les grilles de la Dawson Air Force Base (en), les militaires en faction relèvent la barrière sur leur passage tout en se mettant au garde à vous. Les deux voitures stoppent devant un hangar d'où une lumière vive et bleutée filtre à travers les fenêtres. Deux colonnes de militaires au garde à vous font une haie d'honneur à la première voiture. La porte s'ouvre et un homme, habillé en tenue de golf, en descend. Le général Max qui l'accueille, en l'appelant lui aussi général, s'excuse d'avoir utilisé le téléphone de sécurité pour le joindre, mais ayant eu peur d'une fuite, il n'avait trouvé que ce moyen pour le joindre et ainsi, avoir son avis sur ce qu'il veut lui montrer, car pour lui, il n'a jamais rien vu de tel. Le général en civil lui rappelle alors, qu'en Normandie, ils ont tout vu.
Mais ce que voit le président Eisenhower, car c'est bien de lui qu'il s'agit, le laisse sans voix. Lors du rapport qui suit, le président apprend que cette chose s'est écrasée dans le désert, probablement à cause d'une panne. Il apprend qu'il y avait deux créatures sans vie dans les restes de l'appareil. Le président Eisenhower demande si la presse a été mise au courant, mais le général Max lui apprend que cela lui semble peu probable. Alors Eisenhower lui donne l'ordre de s'en débarrasser.
Vingt-cinq ans plus tard, dans une classe de science, Michael, en pleine discussion avec son copain Vince, se fait réprimander par le professeur Bob Roberts à propos de son devoir de science qu'il devra faire s’il veut obtenir son diplôme. À la sortie de la classe, il se fait en plus larguer par sa copine car elle a lu dans un magazine qu’ils n’étaient pas faits pour être ensemble. En quittant le parking, Michael, en bon samaritain, vient en aide à Sawyer, dont la voiture refuse de démarrer. Il s'aperçoit bien vite que ce n'est qu'une panne provoquée, car comme il lui dit, « les distributeurs d'allumage ne perdent pas leurs bouchons sauf si on tire dessus ». Et en effet, la jeune fille lui demande de sortir avec elle pour ne pas avoir la honte d'être élue vieille fille de la classe. Michael lui dit qu'elle charrie, et qu'elle en demande trop, mais en voyant son ex, déjà dans les bras d'un autre, il accepte, et lui donne rendez vous le soir même à vingt heures. Tout en se dirigeant vers sa voiture, il lui demande si elle lit le magazine Cosmopolitan. Sawyer, qualifiant ce journal de torchon, Michael pousse un « ouf » de soulagement. Alors qu'il venait de remonter dans sa voiture, il aperçoit Sawyer, qui baissant sa vitre, lui rappelle qu'elle s'appelle Ellie et non pas Sawyer, ce dont il prend note. Le soir venu, il passe la prendre, mais c’est pour s'introduire dans une ancienne base où les carcasses d’avions sont stockées. Le tout, sous le nez du militaire qui surveille toujours cette zone, accompagné de son chien. Ellie, qui pensait à un meilleur rencard, apprend de la bouche de Michael qu'il espère trouver un truc à retaper pour son devoir de science.

## Fiche technique
- Titre original : My Science Project
- Titre français : Les Aventuriers de la 4e dimension
- Réalisation : Jonathan R. Betuel
- Scénario : Jonathan R. Betuel
- Directeur de la photographie : David M. Walsh
- Montage : Carroll Timothy O'Meara
- Musique : Peter Bernstein
- Direction artistique : John B. Mansbridge
- Producteur : Jonathan T. Taplin
- Société de production : Silver Screen Partners & Touchstone Pictures
- Sociétés de distribution : Buena Vista Pictures (USA) ; Paramount Pictures (Canada)
- Pays d'origine :  États-Unis
- Langue : anglais
- Format : couleur
- Ratio : 2,35 : 1
- Son : Dolby
- Genre : Science-fiction, comédie, action et aventure
- Durée : 84 minutes
- Dates de sortie : 
  - États-Unis : 9 août 1985
  - France : 30 avril 1986
- Budget : inconnu
- Recettes : ~ 4 122 748 $ US

## Distribution
- John Stockwell (VF : Éric Legrand)  : Michael 'Mike' Harlan
- Danielle von Zerneck (VF : Marie-Laure Beneston)  : Ellie Sawyer
- Fisher Stevens (VF : Luq Hamet)  : Vince Latello
- Raphael Sbarge : Sherman
- Richard Masur (VF : Michel Barbey)  : détective Jack Nulty
- Barry Corbin (VF : Jacques Dynam)  : Lew Harlan
- Ann Wedgeworth (VF : Annie Balestra)  : Dolores
- Dennis Hopper (VF : Bernard Tixier)  : Bob Roberts
- Candace Silvers : Irene
- Beau Dremann : Matusky
- Pat Simmons : Crystal
- John Vidor : Jock n°1
- Vincent Barbour : Jock n°2
- Jaime Alba : Jock n°3
- Robert Beer : le président Eisenhower
- Pamela Springsteen : l'amie d'Ellie

## Bande-son
- Hard To Believe Performed by The Tubes
- Hit And Run Performed by David Johansen
- My Mind's Made Up Performed by Steve Johnstad
- Fish Cheer And I-Feel-Like-I'm Fixin' To Die Rag Performed by Country Joe and the Fish
- The Warrior Performed by Nick Gilder (en)
- My Science Project Performed by The Tubes

## Autour du film
- Lorsque Dennis Hopper, qui interprète le professeur Bob Roberts, revient dans son époque, il porte la même tenue qu'avait Billy, le personnage qu'il incarnait dans Easy Rider.
- Dans la scène où Mike (John Stockwell) se retrouve sous sa voiture, après qu'elle est tombée en panne, Vince (Fisher Stevens) lui dit : « Tu sais, j'ai vu un film où une voiture hantée, faisait cramer le gars à l'intérieur. » Cette phrase, est un clin d'œil au film Christine de John Carpenter, dans lequel John Stockwell tenait le rôle de Dennis Guilder, un des deux rôles principaux du film. Dans une autre scène se passant dans le lycée complètement dévasté, Vince, accompagné de Mike et Sherman (Raphael Sbarge) partis à la recherche d'Ellie ironise sur leur situation en disant : « Quelque chose me dit qu'on n'est plus dans le (Kansas) mon vieux Toto » ; ceci est une réplique du film Le Magicien d'Oz.